# ذنيان جبلي
ذُنْيَان جبلي  أو رِجل الأسد أو برسية ألبيّة هي زهرة جبلية من جنس ذنيان تنتمي إلى الفصيلة النجمية. يفضل هذا النبات أماكن الحجر الجيري الصخري على 1,800 إلى 3,000 مترًا. إنه غير سام وقد استخدم في الطب التقليدي علاجًا لأمراض البطن والجهاز التنفسي. أوراقها وأزهارها مغطاة بشعر كثيف يبدو أنه يحمي النبات من البرد والجفاف والأشعة فوق البنفسجية.  إنها زهرة نادرة وقصيرة العمر توجد في المناطق الجبلية النائية وقد استخدمت كرمز لتسلق الجبال للجمال الوعر والنقاء المرتبط بجبال الألب والكاربات. وهو رمز وطني خاصةً رومانيا والنمسا وبلغاريا وسلوفينيا وسويسرا وإيطاليا. إن إعطاء هذه الزهرة لمن تحب هو وعد بالتفاني وفقًا للتقاليد الشعبية.